# Tlenek disrebra(I) disrebra(III)
Tlenek disrebra(I) disrebra(III), AgO – nieorganiczny związek chemiczny z grupy tlenków, w którym srebro występuje na I i III stopniu utlenienia.
Otrzymuje się go przez utlenianie soli srebra(I) za pomocą nadtlenodwusiarczanów lub na anodzie w procesie elektrolizy. Powstaje także podczas działania na srebro ozonem.
Związek ten jest diamagnetyczny. Z badań rentgenostrukturalnych wynika, że AgO zawiera dwa rodzaje atomów srebra o różnym skoordynowaniu, co wskazuje na występowanie w tym związku srebra na I i III stopniu utlenienia, a jego wzór to AgIAgIIIO2 lub Ag2O·Ag2O3.
Tlenek ten jest ciemnobrązowym albo czarnym proszkiem bez zapachu o właściwościach utleniających. Ogrzewany powyżej 100 °C rozkłada się do tlenku srebra(I) (Ag2O) i tlenu.
Znajduje zastosowanie w ogniwach galwanicznych.